# Кедровая (приток Урны)
Кедровая — река в Тюменской и Омской областях России. Устье реки находится в 190 км по правому берегу реки Урна. Длина реки составляет 86 км. Площадь водосбора — 411 км². В 14 км от устья по правому берегу впадает река Юга.

## Данные водного реестра
По данным государственного водного реестра России относится к Иртышскому бассейновому округу, водохозяйственный участок реки — Иртыш от впадения реки Тобол до города Ханты-Мансийск (выше), без реки Конда, речной подбассейн реки — бассейны притоков Иртыша от Тобола до Оби. Речной бассейн реки — Иртыш.